# Roberto Garzelli
Roberto Garzelli (né à Rosignano Marittimo, dans la province de Livourne en Toscane) est un scénariste et réalisateur italien. Il vit actuellement à Paris.

## Filmographie

### Réalisateur
Long-métrage
- 2003 : La Place de l'autre (TV)
- 2003 : Ma mort dans tous ses états (TV)
- 2010 : Le Sentiment de la chair

Courts-métrages
- 1992 : John (19 min)
- 1995 : Dadou(25 min)
- 1998 : Maly, un peintre (20 min)
- 1999 : Change (Clip video Jimmy Barnes)